# Laurențiu Brănescu
Laurențiu Constantin Brănescu (Râmnicu Vâlcea, 30 maart 1994)  is een Roemeens voetballer die als doelman speelt. Hij verruilde in januari 2015 SS Lanciano voor Juventus.

## Clubcarrière
Brănescu begon op zesjarige leeftijd met voetballen bij Chimia Râmnicu Vâlcea. Op 28 augustus 2010 debuteerde hij als zestienjarige tegen CS Turnu Severin. Op 24 januari 2012 werd hij getransfereerd naar het Italiaanse Juventus. Tijdens het seizoen 2012/13 was hij vierde doelman, na Gianluigi Buffon, Marco Storari en Rubinho. Op 2 juli 2013 bevestigde Juventus dat het Brănescu één seizoen zou uitlenen aan Juve Stabia, op dat moment actief in de Serie B. Hij debuteerde voor die club op 11 augustus 2013, in de Coppa Italia tegen AS Gubbio 1910.

## Interlandcarrière
Brănescu speelde twaalf wedstrijden voor Roemenië -17 en drie wedstrijden voor Roemenië -19. In 2013 debuteerde hij in Roemenië -21.